# ورشینا (استان آرخانگلسک)
ورشینا (به لاتین: Vershina) یک منطقهٔ مسکونی در روسیه است که در استان آرخانگلسک واقع شده‌است.